# Dronningens Boulevard
Droningens Boulevard (sekundærrute 195 og tidligere primærrute 15) er en 4 til 6-sporet vej, der går syd om Herning centrum, fra Herningmotorvejen i øst mod Ringkøbingvej i vest. Vejen blev anlagt i starten af 1970'erne for at aflaste den stigende trafik gennem Herning midtby, især i forbindelse med messer i Messecenter Herning. I forbindelse med åbningen af Dronningens Boulevard blev Bredgade, som tidligere havde båret trafikken gennem Herning midtby, ændret til gågade. Vejen blev indviet 30. november 1979 af Prinsesse Benedikte.
Før åbningen af Midtjyske Motorvej og Messemotorvejen i 2006 havde Dronningens Boulevard rutenummer 15, og var hermed en hovedvej. Ved åbningen af Messemotorvejen syd om Herning, overtog denne rutenummer 15, hvorefter Dronningens Boulevard blev nedprioriteret til en status af sekundærrute, med rutenummer 195.
I 2008 blev Dronningens Boulevard forlænget fra Ringkøbingvej syd om Snejbjerg, hvor den slutter ved et tilslutningsanlæg på motortrafikvejen. Vejen er dermed blevet 6 km lang.
Langs med Dronningens Boulevard er der ved Hernings centrum flere markante byggerier. Af høje bygninger er der Scandic Regina, Queens Corner, Bankernes EDB Central og flere er på vej. Desuden er der Herning Station samt det kommende Retten i Herning.

## Ekstern henvisning
Baggrunden for og historien om Dronningens Boulevard (Webside ikke længere tilgængelig)
| Trafik | Spire Denne trafikartikel er en spire som bør udbygges. Du er velkommen til at hjælpe Wikipedia ved at udvide den. |

56°8′0.24″N 8°56′25.06″Ø / 56.1334000°N 8.9402944°Ø